# Свети Николай (Дупяк)
„Свети Николай“ (на гръцки: Αγίου Νικολάου) е възрожденска православна църква, енорийски храм на костурското село Дупяк (Диспилио), Егейска Македония, Гърция.
Църквата е разположена в самия западен край на селото, в подножието на планината Диминик (Петра), под пещерата Духло. Построена е в 1897 година според надпис в нея. Според местни предания храмът е по-стар, което означава, че е бил построен върху по-стара църква.